# Roberto de Braquemont

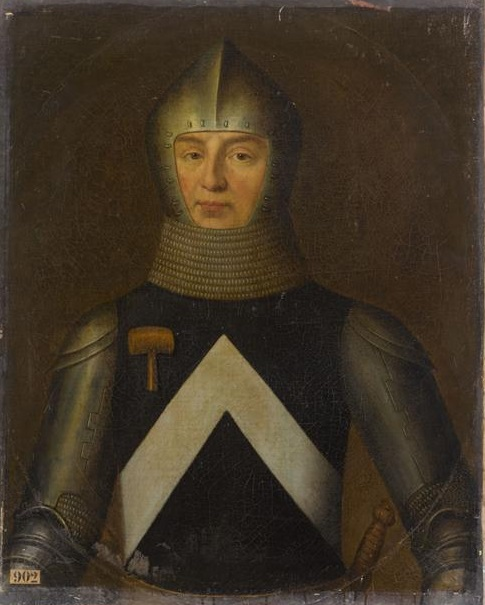
Roberto de Braquemont

Roberto de Braquemont ou de Bracquemont (em francês: Robert), nobre normando, [militar] e navegador, Almirante de França e de Espanha, que, entre outras funções de destaque, foi comandante da guarda do papa Bento XIII de Avinhão.
Esteve ao serviço do rei Henrique III de Castela durante a guerra que este travou com Portugal.
Entre 1415 e 1417 exerceu o cargo de governador de Honfleur.
Por ser tio de Jean de Bettencourt, a sua posição junto do papa deu-lhe a possibilidade de influir na concessão das Canárias ao rei de Castela, com a condição de Jean de Bettencourt ser Rei das Canárias.
Encontra-se enterrado na cidade de Ávila na capela do Convento de São Francisco.